# دارم‌اشتات (ایلینوی)
دارم‌اشتات (به انگلیسی: Darmstadt) یک منطقهٔ مسکونی در ایالات متحده آمریکا است که در شهرستان سنت کلیر، ایلینوی واقع شده‌است. دارم‌اشتات ۶۸ نفر جمعیت دارد و ۱۲۸٫۰۲ متر بالاتر از سطح دریا واقع شده‌است.